# 富露鯪
富露鯪（学名：Cirrhinus fulungee）為輻鰭魚綱鯉形目鯉科的一個種，分布於亞洲印度馬哈拉斯查省與卡納塔克省，體長可達30厘米，棲息在中底層水域，可做為食用魚。